# Кьяравалле-Чентрале
Кьяравалле-Чентрале (итал. Chiaravalle Centrale) — коммуна в Италии, располагается в регионе Калабрия, подчиняется административному центру Катандзаро.
Население составляет 7120 человек, плотность населения составляет 305,2 чел./км². Занимает площадь 23,3 км². Почтовый индекс — 88064. Телефонный код — 0967.
Покровителями коммуны почитаются Пресвятая Богородица (Santa Maria della Pietra) и священномученик Власий Севастийский, празднование 3 февраля.